# Nycticèbe de Java
Nycticebus coucang javanicus, Nycticebus javanicus
Sous-espèce
Synonymes
- Nycticebus javanicus
- Nycticebus ornatus Thomas, 1921

Statut de conservation UICN

 CR A2cd+4cd : 
En danger critique

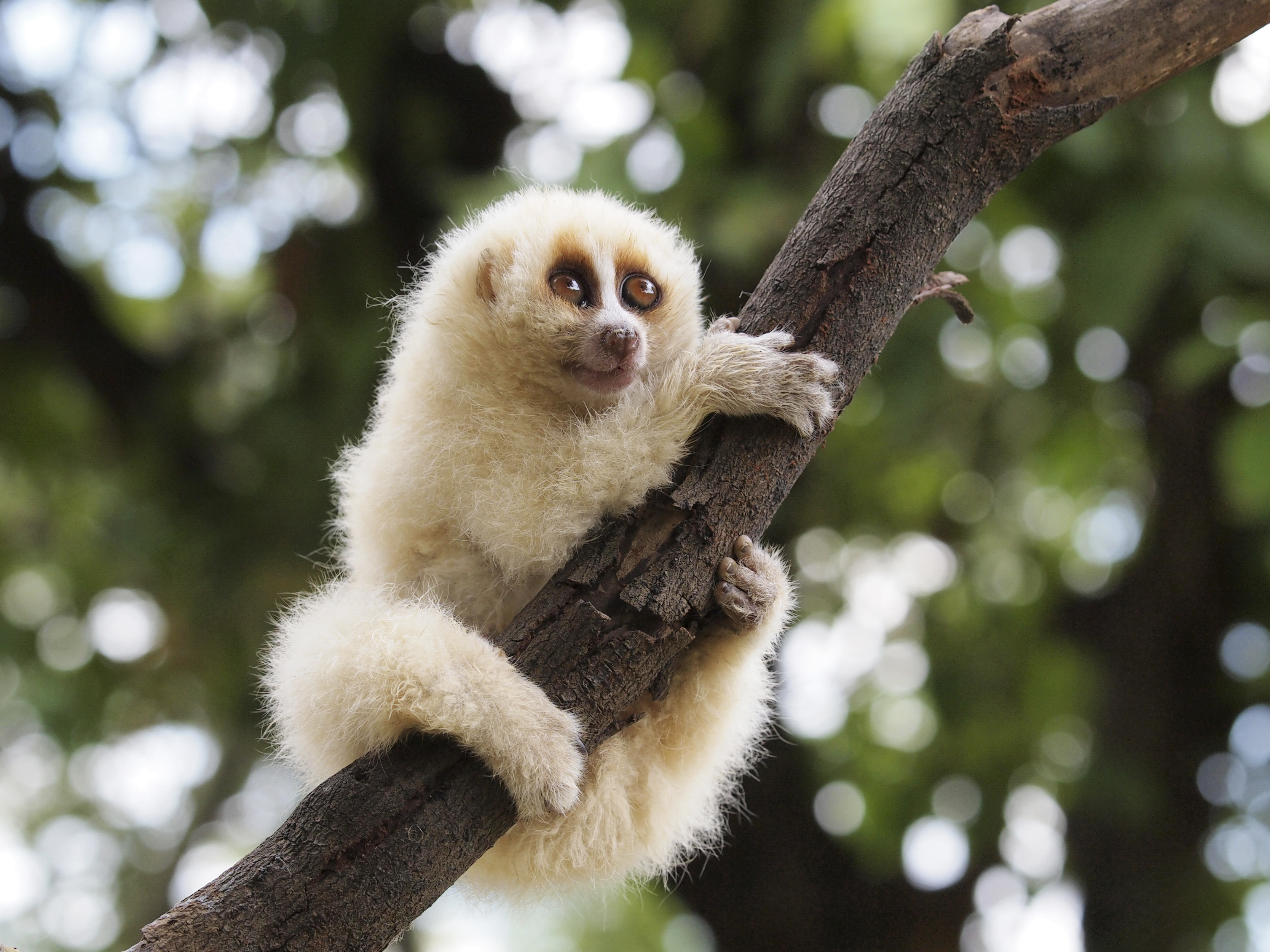
Un nycticebus javanicus. Mars 2012.

Le nycticèbe de Java (Nycticebus coucang javanicus) ou loris lent de Java est un primate originaire des parties occidentale et centrale de l'île de Java, en Indonésie. Longtemps considérée comme une sous-espèce du loris lent (Nycticebus coucang), des études génétiques et morphologiques récentes tendent à le considérer comme une espèce, à part entière, Nycticebus javanicus. 

## Menaces et conservation
Selon l'Union internationale pour la conservation de la nature (IUCN), l'espèce est en danger critique d'extinction en raison du braconnage lié au trafic d'animaux de compagnie exotiques ainsi que de l'utilisation de cet animal dans la médecine traditionnelle. Les populations restantes ont une faible densité et la destruction de leur habitat est une menace importante.
Le nycticèbe de Java est une des 21 espèces de primates d'Asie qui a été incluse entre 2000 et 2020 dans la liste des 25 primates les plus menacés au monde (2008 ; 2010 ; 2012 ; 2014 ; 2018).